# Wagimo
Wagimo is een geslacht van vlinders van de familie Lycaenidae, uit de onderfamilie Theclinae.

## Soorten
- W. signata (Butler, 1881)
- W. slugeri (Oberthür, 1908)
- W. sulgeri (Oberthür, 1908)